# Peter Chiarelli
Peter Chiarelli, född 5 augusti 1964 i Ottawa, är en kanadensisk befattningshavare som var president och general manager för ishockeyorganisationen Edmonton Oilers i National Hockey League (NHL) från april 2015 till januari 2019.
Han studerade till jurist vid University of Ottawa samt tog kandidatexamen i nationalekonomi vid Harvard University.
Chiarelli spelade som forward för universitetslaget Harvard Crimson under de fyra år han studerade där och efter studierna spelade han ett år för det brittiska ishockeylaget Nottingham Panthers i British Hockey League.
Från 1993 och sex år framåt var han verksam som advokat och spelaragent i Ottawa, innan ishockeyorganisationen Ottawa Senators hörde av sig och ville ha honom som chefsjurist för sin juristenhet. Chiarelli stannade kvar på posten i fem år innan han blev befordrad till att bli assisterande general manager till Senators dåvarande general manager John Muckler. Två år senare var Boston Bruins på jakt efter en ny general manager, efter att organisationen sparkade Mike O'Connell och då den tillfälliga ersättaren Jeff Gorton aldrig var tänkt som en permanent lösning. Valet föll på Chiarelli, och den 8 juli 2006 blev det officiellt att han tog över posten i Bruins. Med Chiarelli vid rodret har Bruins tradat, värvat free agents och draftat spelare som Johnny Boychuk, Zdeno Chára, Dougie Hamilton, Jaromír Jágr, Chris Kelly, Milan Lucic, Brad Marchand, Tuukka Rask, Mark Recchi, Marc Savard, Tyler Seguin och Dennis Seidenberg. Hans tid som manager kröntes med en Stanley Cup för säsongen 2010-11, efter 39 års ökenvandring för organisationen. Den 15 april 2015 meddelade Bruins att man hade sparkat Chiarelli med omedelbar verkan efter att Bruins missade slutspel, första gången på åtta år.